# Јупици
Јупици су група аутохтоних народа западне, југозападне и централне Аљаске и Руског далеког истока. Они су етничка група Ескима и сродни су Инуитима и Инупијатима. У групу Јупик народа спадају:
- Алутити (Сугпијати) са Аљаског полуострва
- Централноаљаски Јупици живе на реци Јукон и делти реке Каскоквим и дуж северне обале Беринговог мора у Бристолском заливу па све до крајњег истока Нушгашког залива и севера око Накнек реке и Егешког залива на Аљасци.
- Јуити укључујући Науканце, Чаплинце[2] и Сиреничке Ескиме са Далеког истока Русије и Сент Лоренса[3]

## Популација
Централноаљаски Јупици су најбројнија група међу аутохтоним народима Аљаске и говоре централноаљаско-јупички језик, из фамије ескимско-алеутских језика.
На попису становништва 2001. године у САД-у, популација Јупика је броја преко 24.000 људи, од којих више од 22.000 живи у Аљаској. То је већина од седамдесетак и више заједница које живе на традиционалним територијама Јупика западне и југозападне Аљаске. У резултате пописа Јупика улазе и 2.355 Сугпијата. У Русији живи око 1.700 Јупика.

## Етимологија имена
Јупик (множина Јупици) долази од јупичке речи јук (значи "особа") и суфикса -пик (значи "прави" или "исконски"). Буквални превод би био "прави људи".
Реч "особа/човек" (људско биће) се на језицима Јупика и Инуита каже овако:
| Ескимско-алеутски језици      | једнина | двојина     | множина       |
| Јупички језици                |         |             |               |
| Сиренички језик               | јух     | (непознато) | југиј         |
| Чаплински језик               | јук     | ?           | јуит          |
| Наукански језик               | јук     | ?           | југет         |
| Централноаљаско-јупички језик | јук     | јуук        | јуут / јуугет |
| Чевачкочупички језик          | цук     | цуугек      | цуугет        |
| Нунивачкочупички језик        | цуг     | цууг        | цуугет        |
| Алутички или Сугпијатски      | сук     | суук        | суугет        |
| Инуитски језици               |         |             |               |
| Инупијатски језик             | ињук    | ињуук       | ињуит / инуич |
| Инувијалуктунски језик        | ињук    | ињуук       | ињуит         |
| Инуктитутски језик            | инук    | инуук       | инуит         |
| Гренландски језик             | инук    | (непознато) | инуит         |

## Порекло
Заједнички предак (група људи) свих Ескима и Алеута (као и разних палеосибирских језичких група) је из источног Сибира и Берингов мореуз је прешао пре око 10.000 година. Истраживања крвних група су касније потврдила каснија лингистичка и молекуларна открића, која сугеришу да је предак аутохтоних народа Америка дошао у Северну Америку пре предака Ескима и Алеута. Изгледа да се догодило неколико одвојених таласа миграције из Сибира до Америка преко копненог моста Беринговог мореуза. Овај мост је постојао пре 20.000 до 8.000 година, за време последње глацијације. До пре око 3.000 година, преци Јупика су се населили на обалама данашље западне Аљаске. Сеобе обалама и токовима река Јукон и Каскоквим су кренуле око 1400. н.е. и напослетку стале у горњим токовима река Јукон (село Пајмјут) и Каскоквим (село Врана).
Јуити можда представљају фракцију Ескима повратника у Сибир из Аљаске.

## Култура
Пролеће и лето, породице традиционално проводе на риболовачким камповима, док се зими окупљају у веће групе са припадницима околних села и тако проводе зиму. Много породице се још увек традиционално хране, ловећи лососе и туљане.
Мушке заједничке кући или касджикимају централне широке просторије за фестивале који укључују певање, играње и приповедање прича. Касджик се користи најчешће у току зимских месеци, јер се током осталих сезона, мушкарци крећу са својим породицама у потрази за храном. Поред церемонијалне и фестивалске намене, ове куће имају улогу да младе дечаке науче вештинама преживљавање и лова, као и других животних лекција. Дечаци се уче како да направе оружје и оруђе, али током зимских месеци и како да направе кајаке. У церемонија учествују шамани.
Женске куће или ена су традиционално поред мушких. У неким областима су ове куће повезане тунелом. Жене подучавају младе девојке како да штаве и ушивају кожу, обрађују и кувају ловину и ткају. Дечаци живе са мајкама до њихове 5. године и потом прелазе у касджике. Сваке зиме, у периоду између 3 до 6 недеља, долази до преласка деце из мушких у женке куће и обрнуто, не би ли се сви научили основним преживљавајућим вештинама.
У заједничким играма, учесници плеса не померају доње делове тела, већ само торзо и руке пратећи ритам. Овај недостатак динамике је надомештен експресивношћу плесова.
Јупици су јединствени међу народима Америке по томе што деца добијају имена по последњој преминулој особи заједнице.
Куспук (каспек) је традиционални одевни предмет који се носи како у званичним тако и обичним приликама. Лампа од уља туљана или (наник) је јако важан део намештаја.

## Језик
Постоји пет јупичких језика (сви сродни инуктитутском) који су у широкој употреби. Више од 75% Јупика говори течно ове језике.
Јупици са Аљаске и из Сибира, слично Инупијатима су усвојили писмо мисионара Моравске цркве током 1760-их на Гренланду. Аљаски Јупици и Инупијати су једини северни аутохтони народи који су развили своје системе хијероглифа, мада су ти системи изумрли заједно са људима који су их направили. Током касног 19. века, моравски мисионари су употребили Јупике у црквама на југозападу Аљаске и превели свете текстове на језике Јупика.
Цела ескимско-алеутска породица језика, као и остали аљаски језици су показани доле. Ево и верификованог стабла поменуте фамилије језика (важи само за Ескимско-алеутске језике ):
- Ескимско-алеутски језици
  - Алеутски језик
  - Ескимски језици
    - Инуитски језици
    - Јупички језици
      - Аљаски језици:
        - Централноаљаско-јупички језик
        - Алутитски језик

      - Сибирски језици:
        - Чаплински језик
        - Наукански језик
        - Сиренички језик.[12]